# Messias Conceição Dos Santos
Messias Conceição Dos Santos (Cruz Das Almas, 23 de Dezembro de 1977) é um ex-futebolista brasileiro, que atuava como meio-campista. Atualmente, está aposentado
Jogou em muitas equipes de seu país, sem chegar a destacar em nenhum dos clubes grandes. Fora do Brasil, jogou quatro meses ao Racing de Santander da campeonato espanhol, jogando só quatro partidas na temporada 02/03.

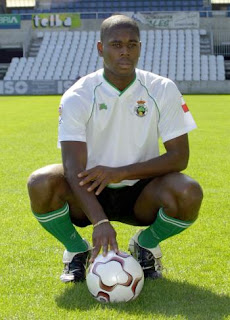
Messias em 2003, na sua apresentação do Racing Santander

## Clubes
- 1996-1998: Poções-BA
- 1999: Cruzeiro-BA
- 1999-2000: Prudentópolis-PR
- 2001: Coritiba-PR
- 2002: São Caetano-SP
- 2003: Racing Santander
- 2004: Fortaleza-CE
- 2005: Coritiba-PR
- 2005-2006: Paraná Clube-PR
- 2007: Marcílio Dias-SC
- 2007: Sertãozinho-SP
- 2008: Internacional-SP
- 2008: XV de Piracicaba-SP
- 2008: Caxias-RS